# Epoch (éditeur de texte)
Pour les articles homonymes, voir Epoch (homonymie).
Epoch est un éditeur de texte de la famille Emacs maintenue à la fin des années 1980, début 1990 au NCSA de l'université de l'Illinois à Urbana-Champaign, États-Unis. Réalisée en 1987 par Alan M. Carroll en tant que simple correctif à GNU Emacs 18.49, Epoch apparait jusqu'en 1989 comme une branche de développement parallèle à GNU Emacs. Cette première mouture apportait une meilleure intégration à l'environnement graphique.

## Historique des versions
| Version             | Date de sortie   | Notes                                  | GNU Emacs à cette date       |
| ------------------- | ---------------- | -------------------------------------- | ---------------------------- |
| 1ers développements | 1987             | par Alan M. Carroll                    | GNU Emacs 18.49 (18 sept 87) |
| 1.0                 | 14 décembre 1988 | par Alan M. Carroll et Simon Kaplan.   | GNU Emacs 18.52 (01 sept 88) |
| 2.0                 | 23 décembre 1989 | Alan M. Carroll                        | GNU Emacs 18.55 (23 août 89) |
| 3.1                 | 6 février 1990   | idem                                   | idem                         |
| 3.2                 | 11 décembre 1990 | dernière réalisation d'Alan M. Carroll | idem                         |
| 4.0                 | 27 août 1990     | désormais maintenu par le NCSA         | idem                         |

## Epoch, l'épicentre du fork Lucid Emacs
Epoch n'est pas considéré comme un fork de GNU Emacs, mais comme une branche en intérim dans l'attente de GNU Emacs 19. La dernière version d'Epoch sera maintenue quatre années au centre national pour les applications des super-ordinateurs (NCSA), notamment par Marc Andreessen. Cette branche sera finalement intégrée dans GNU Emacs 19.23 le 17 mai 1994, puis dans Lucid Emacs 19.10 dix jours plus tard par Jamie Zawinski.